# Anna Danilina
Anna Sergheievna Danilina (în rusă Анна Сергеевна Данилина; n. 20 august 1995, Moscova, Rusia) este o jucătoare de tenis din Kazahstan de origine rusă. Ea a reprezentat anterior Rusia, dar din martie 2011 reprezintă Kazahstanul. Cea mai bună clasare a sa la dublu este locul 10 mondial, în ianuarie 2023.
De când a devenit profesionistă, Danilina a câștigat patru titluri WTA la dublu și un titlu WTA Challenger la dublu. De asemenea, ea a câștigat un titlu la simplu și 25 de titluri la dublu pe circuitul ITF. Împreună cu Beatriz Haddad Maia, Danilina a ajuns în finala de dublu feminin de la Australian Open 2022. A câștigat US Open 2023 la dublu mixt alături de finlandezul Harri Heliövaara.